# Se io avessi previsto tutto questo. Gli amici, la strada, le canzoni
Se io avessi previsto tutto questo. Gli amici, la strada, le canzoni è una raccolta discografica di Francesco Guccini composta da canzoni scelte dallo stesso cantautore, uscita nel 2015, anno della celebrazione dei suoi 75 anni.
La raccolta esce in contemporanea col romanzo Un matrimonio, un funerale, per non parlar del gatto sempre dello stesso Guccini.

## Descrizione
La raccolta due CD con una selezione della discografia, un CD di brani dal vivo mai pubblicati prima d'ora, un CD con collaborazioni e rarità. Comprende una selezione di brani provenienti dagli album in studio, dalle collaborazioni del cantautore con altri artisti, rarità e registrazioni dal vivo ancora inedite oltre a due brani inediti, il primo, Allora il mondo finirà, proveniente dalle sessioni di Folk beat n. 1, e L'osteria dei poeti, brano registrato dal vivo nel 1974, oltre che una versione alternativa di Eskimo, registrata (come quella poi apparsa sull'album Amerigo) sempre nel 1978, ma successivamente scartata. I brani dei cd live sono stati registrati in presa diretta e mai pubblicati prima di allora in un arco cronologico che va dal 1992 al 2010 con la formazione storica; i brani del concerto acustico sono stati registrati a Vienna, ad eccezione del brano L'osteria dei poeti che venne registrata e suonata al Folkstudio di Roma diciotto anni prima.
Entrambe le versioni hanno nel booklet un'introduzione ai brani scritta dallo stesso Guccini e una selezione di foto d'epoca.

## Tracce

### VersioneDeluxe

#### CD 1 - Il meglio
1. L'avvelenata
2. Eskimo  (versione alternativa)
3. La locomotiva
4. Quattro stracci
5. Quello che non
6. Piccola città
7. Un altro giorno è andato
8. Incontro
9. Argentina
10. Venezia (testo di Giampiero Alloisio e Francesco Guccini, musica di Giampiero Alloisio)
11. Van Loon
12. Auschwitz
13. Via Paolo Fabbri 43
14. 100, Pennsylvania Ave.
15. Allora il mondo finirà  (inedito)

#### CD 2 - Il meglio
1. Cyrano (testo di Francesco Guccini e Beppe Dati, musica di Giancarlo Bigazzi)
2. Canzone per un'amica (In morte di S.F.)
3. Vedi cara
4. Vorrei
5. Farewell
6. Autogrill
7. Don Chisciotte (testo di Francesco Guccini e Beppe Dati, musica di Giancarlo Bigazzi)
8. L'ultima volta (testo di Francesco Guccini; musica di Juan Carlos Biondini)
9. Il vecchio e il bambino
10. Autunno
11. Canzone delle osterie fuori porta
12. Canzone di notte n. 2
13. Inutile
14. La ziatta (La tieta) (testo in catalano e musica di Joan Manoel Serrat; traduzione del testo in dialetto modenese di Francesco Guccini)
15. Noi non ci saremo

#### CD 3 - Live
1. L'osteria dei poeti  (inedito)
2. Scirocco (testo di Francesco Guccini; musica di Juan Carlos Biondini)
3. Il pensionato
4. Amerigo
5. Canzone della bambina portoghese
6. Acque
7. Samantha
8. Canzone delle colombe e del fiore
9. Ho ancora la forza (testo di Luciano Ligabue e Francesco Guccini, musica di Luciano Ligabue)
10. Per quando è tardi
11. Certo non sai (testo di Francesco Guccini, musica di Antonio Marangolo)
12. Ti ricordi quei giorni
13. Canzone per Piero
14. Vorrei
15. Dio è morto

#### CD 4 - Inediti, duetti e rarità
1. Æmilia (testo di Francesco Guccini; musica di Lucio Dalla) (featuring Lucio Dalla e Gianni Morandi)
2. Luci a San Siro (testo e musica di Roberto Vecchioni)
3. Gli amici (feat. Roberto Vecchioni)
4. Auschwitz (feat. Modena City Ramblers)
5. Lontano lontano (testo e musica di Luigi Tenco)
6. Il volo interrotto
7. Il bagno
8. Ti ricordo Amanda (feat. Colectivo Panattoni) (testo originale e musica di Víctor Jara - testo italiano di Francesco Guccini)
9. Sulla strada (testo e musica di Sergio Secondiano Sacchi)
10. Lavori in corso (feat. Gen Rosso)
11. La fira ed san Lazer (La fiera di San Lazzaro) (feat. Andrea Mingardi)
12. Gerardo nuvola 'e polvere (feat. Enzo Avitabile)
13. Naschet su sardu (feat. Tenores di Neoneli)
14. Nené (brano strumentale)
15. Tema di Ju (brano strumentale)

Testi e musiche di Francesco Guccini, salvo dove diversamente indicato

### VersioneSuper Deluxe
CD 1 - Il meglio
1. L'avvelenata
2. Eskimo  (versione alternativa)
3. Don Chisciotte
4. Quello che non
5. Piccola città
6. Canzone di notte n. 4
7. Una canzone
8. Statale 17
9. L'Ultima Thule
10. Argentina
11. 100, Pennsylvania Ave.
12. Autunno
13. La pioggia d'aprile
14. Gli amici
15. Allora il mondo finirà  (inedito)

CD 3 - Il meglio
1. Vedi cara
2. Farewell
3. Bologna
4. Canzone delle osterie di fuori porta
5. Canzone dei dodici mesi
6. Auschwitz
7. Van Loon
8. Canzone di notte
9. Canzone per il Che
10. Su in collina
11. Giorno d'estate
12. Culodritto
13. Shòmer ma mi-illallah
14. Il caduto
15. Le ragazze della notte

CD 5 - Il meglio
1. La locomotiva
2. Quattro stracci
3. Via Paolo Fabbri 43
4. Un altro giorno è andato
5. Primavera di Praga
6. Canzone quasi d'amore
7. Quel giorno d'aprile
8. Inutile
9. Signora Bovary
10. La ziatta (La tieta)
11. Libera nos domine
12. Tango per due
13. Antenor
14. L'albero ed io
15. Stelle

CD 7 - Live
1. Canzone per un'amica
2. Canzone della bambina portoghese
3. Quello che non...
4. Per fare un uomo
5. Autogrill
6. Acque
7. Nostra signora dell'ipocrisia
8. Piccola storia ignobile
9. Canzone per Silvia
10. Luna Fortuna
11. Samantha
12. Non bisognerebbe
13. Parole
14. Mondo nuovo
15. Via Paolo Fabbri 43

CD 9 - Live
1. Don Chisciotte
2. Cyrano
3. Cristoforo Colombo
4. Vite
5. Piazza Alimonda
6. Guarda che Luna
7. Il tema
8. Ti ricordi quei giorni
9. Il testamento del pagliaccio
10. Canzone per Piero
11. Inutile
12. Canzone dei dodici mesi
13. Vorrei
14. Dio è morto
15. La locomotiva

CD 2 - Il meglio
1. Cyrano
2. Canzone per un'amica (In morte di S.F.)
3. L'ultima volta
4. Il vecchio e il bambino
5. Venezia
6. Canzone di notte n. 2
7. Odisseus
8. Asia
9. Canzone delle domande consuete
10. Canzone della bambina portoghese
11. Keaton
12. Acque
13. Æmilia
14. Inverno '60
15. L'ubriaco

CD 4 - Il meglio
1. Autogrill
2. Vorrei
3. Incontro
4. Noi non ci saremo
5. Scirocco
6. Lettera
7. L'isola non trovata
8. Il pensionato
9. Bisanzio
10. Canzone per Anna
11. Gulliver
12. Amerigo
13. Il compleanno
14. Il frate
15. Cencio

CD 6 - Live acustico
1. L'osteria dei poeti  (inedito)
2. Canzone delle situazioni differenti
3. L'antisociale
4. Le belle domeniche
5. La verità
6. Venerdì santo
7. Auschwitz
8. Il vecchio e il bambino
9. Scirocco
10. Il pensionato
11. Amerigo
12. Il frate
13. Canzone per Anna
14. Venezia
15. Canzone delle domande consuete

CD 8 - Live
1. Quattro stracci
2. Canzone delle colombe e del fiore
3. Il matto
4. L'avvelenata
5. L'avvelenata  (rap version)
6. Ho ancora la forza
7. ...e un giorno
8. Primavera '59
9. Stagioni
10. Due anni dopo
11. Per quando è tardi
12. Canzone di notte n. 2
13. Certo non sai
14. Addio
15. Eskimo

CD 10 - Inediti, duetti e rarità
1. Æmilia  (featuring Lucio Dalla e Gianni Morandi)
2. Luci a San Siro
3. Gli amici  (feat. Roberto Vecchioni)
4. Auschwitz  (feat. Modena City Ramblers)
5. Lontano lontano
6. Il volo interrotto
7. Il bagno
8. Ti ricordo Amanda  (feat. Colectivo Panattoni) (Testo originale e musica di Victor Jara - testo italiano di Francesco Guccini)
9. Sulla strada
10. Lavori in corso  (feat. Gen Rosso)
11. La fira ed san Lazer (La fiera di san Lazzaro)  (feat. Andrea Mingardi)
12. Gerardo nuvola 'e polvere  (feat. Enzo Avitabile)
13. Naschet su sardu  (feat. Tenores di Neoneli)
14. Nené  (brano strumentale)
15. Tema di Ju  (brano strumentale)

Testi e musiche di Francesco Guccini, salvo dove diversamente indicato